# Cable pushdown
De cable pushdown, ook wel bekend als triceps pushdown, is een zogenoemde isolatie-oefening, gericht op de musculus triceps brachii. De oefening wordt uitgevoerd op een hoog pulley station. 

## Uitvoering
Standaard wordt de oefening staand uitgevoerd met een horizontale, smalle stang. De voeten worden op schouderbreedte naast elkaar geplaatst. De stang wordt met een bovenhandse smalle greep vastgepakt en naar beneden geduwd. Hierbij blijven de ellebogen blijven zo veel mogelijk in dezelfde positie naast het lichaam en komen slechts licht omhoog tijdens het laatste deel van de beweging, bij het terugkeren naar de beginpositie, die bereikt is wanneer de onderarm de bovenarm dicht nadert. 
Bij het uitvoeren van de oefening moet momentum zo veel mogelijk beperkt worden, opdat de triceps worden aangesproken; een schommelende beweging van de romp is derhalve ongewenst, evenals het actief betrekken van de schouders bij de oefening. 

## Variaties
De oefening kan ook met een beperkte bewegingsbaan worden uitgevoerd, waarbij in de opwaartse beweging de onderarmen verder van de bovenarmen af blijven en derhalve een grotere hoek maken. Zo houdt men de spanning op de spier. Er zijn voor- en tegenstanders van deze zogenoemde beperkte bewegingsbaan. De oefening wordt lastiger wanneer deze wordt uitgevoerd met een licht naar voren gekantelde romp.
Er bestaan tal van variaties op de oefening, elke variant spreekt de triceps op een andere manier aan. De oefening kan met zowel een bovenhandse als een onderhandse greep worden uitgevoerd, een- of tweearmig, gebruikmakend van verschillende soorten stangen of een touw. Behalve staand, kan men de oefening ook zittend uitvoeren op een bankje met een verstelbare rugleuning, waarbij de verschillende hellingsgraden van de rugleuning de oefening lichter of zwaarder maken en de triceps op verschillende manieren aanspreken.